# لورا استار ویر ویلکینسون

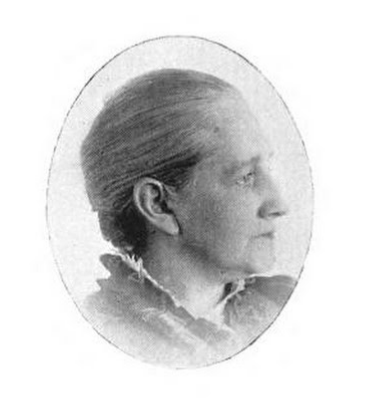
لورا اس. ویلکینسون

لورا استار ویر ویلکینسون (به انگلیسی: laura star wilkinson)
(زاده ۲۰ ژوئن ۱۸۴۳ - ؟) یک اقتصاددان داخلی آمریکایی و اولین رئیس انجمن ملی اقتصاد خانگی بود.

## سالهای اولیه و تحصیلات
لورا استار ور در ۲۰ ژوئن ۱۸۴۳ در دیرفیلد، ماساچوست متولد شد. وی در مدارس دیرفیلد و مدرسه، بلمونت ، ماساچوست تحصیل کرد.

## حرفه
کار ویژه او به نفع اقتصاد داخلی بود. وی در جریان نمایشگاه جهانی کلمبیا، ریاست کنگره اقتصاد خانوار را بر عهده داشت و انجمن ملی اقتصاد خانگی کلمبیا را تشکیل داد، که پیشنهاد داشت در هر ایالت معاون رئیس‌جمهور و در هر ایالت یک رئیس اقتصاد خانگی داشته باشد.  پس از تشکیل انجمن ملی اقتصاد خانگی، ویلکینسون به عنوان اولین رئیس آن،  تا سال ۱۸۹۶ خدمت کرد. 

## زندگی شخصی
در ۲۰ نوامبر ۱۸۶۷، با جان ویلکینسون، اهل سیراکیوز، نیویورک، ازدواج کرد.